# 아폴로 인텐사 이모지오네
아폴로 인텐사 이모지오네(영어: Apollo Intensa Emozione)는 아폴로 오토모빌에서 2019년에 생산했던 스포츠카이다.

## 개요
아폴로 오토모빌은 2017년 10월 17일에 인텐사 이모지오네의 티저 영상을 공개하였고,2017년 10월 24일에 최종적으로 공개하였다. 이 차량은 HWA AG와 공동으로 제작되었다.
인텐사 이모지오네는 미국에서 $2,670,000, 유럽에서 €2,300,000에 판매되었다. 단 10대만 생산되며, 모두 판매된 것으로 알려졌다.

## 차량 정보

### 성능 데이터
아폴로 인텐사 이모지오네의 엔진은 6.3-litre naturally-aspirated V12 엔진을 탑재하였다.
최대토크는 8,500rpm에서 약 791PS (582kW, 780hp), 6,000rpm에서 약 760N⋅m (561lb⋅ft)이며,전비중량은 1,250 kg (2,755 lb)이다.

## 생산 대수
아폴로 IE의 생산 대수는 총 10대이다.

## 비디오 게임에서의 등장
- 아스팔트 8: 에어본
- 아스팔트 9: 레전드
- 포르자 호라이즌 4